# چارچوب جاوااسکریپت
چارچوب جاوااسکریپت (JavaScript Framework)
چارچوب جاوااسکریپت نوعی چارچوب برنامه‌نویسی است که با زبان جاوااسکریپت نوشته شده و برای ساخت برنامه‌های تحت وب، اپلیکیشن‌های تک‌صفحه‌ای (SPA)، و حتی برنامه‌های موبایلی استفاده می‌شود.<ref name="MDN">"

### تفاوت چارچوب با کتابخانه
اصلی‌ترین تفاوت بین چارچوب و کتابخانه در جریان کنترل است:
- کتابخانه (Library): شما به صورت مستقیم توابع موجود در کتابخانه را فراخوانی می‌کنید و آن‌ها را در برنامه خود استفاده می‌کنید.
- چارچوب (Framework): چارچوب جریان کلی برنامه را کنترل می‌کند. در این حالت، چارچوب شما را فراخوانی می‌کند (که به آن "Inversion of Control" می‌گویند).

### مزایای استفاده از چارچوب جاوااسکریپت
1. ساختاردهی به کد: چارچوب‌ها به کد شما ساختار داده و از بهم‌ریختگی جلوگیری می‌کنند.
2. افزایش سرعت توسعه: بسیاری از ویژگی‌ها و قابلیت‌های معمول از پیش ساخته شده‌اند.
3. بهبود قابلیت نگهداری: با استفاده از الگوهای طراحی مشخص، کد راحت‌تر قابل درک و گسترش است.
4. پشتیبانی از الگوهای طراحی: بسیاری از چارچوب‌ها از الگوی MVC (Model-View-Controller) یا MVVM (Model-View-ViewModel) پیروی می‌کنند.

### معرفی چند چارچوب محبوب

#### 1. Angular
چارچوبی که توسط گوگل توسعه یافته است و برای برنامه‌های تک‌صفحه‌ای (SPA) بسیار مناسب است.
مثال کد ساده در Angular:
```
// app.component.ts

import
 
{
 
Component
 
}
 
from
 
'@angular/core'
;

@
Component
({

  
selector
:
 
'app-root'
,

  
template
:
 
`<h1>{{ title }}</h1>`
,

})

export
 
class
 
AppComponent
 
{

  
title
 
=
 
'سلام به Angular!'
;

}

```

#### 2. React
یک کتابخانه قدرتمند (اغلب به عنوان چارچوب شناخته می‌شود) که توسط فیسبوک توسعه یافته و بیشتر بر UI تمرکز دارد.
مثال کد ساده در React:
```
import
 
React
 
from
 
'react'
;

import
 
ReactDOM
 
from
 
'react-dom'
;

function
 
App
()
 
{

  
return
 
<
h1
>
سلام
 
به
 
React
!<
/h1>;

}

ReactDOM
.
render
(
<
App
 
/>
,
 
document
.
getElementById
(
'root'
));

```

#### 3. Vue.js
یک چارچوب پیشرفته برای ساخت رابط‌های کاربری که استفاده از آن بسیار ساده و محبوب است.
مثال کد ساده در Vue.js:
```
<
div
 
id
=
"app"
>

  
<
h1
>
{{
 
message
 
}}
<
/h1>

<
/div>

<
script
>

  
const
 
app
 
=
 
new
 
Vue
({

    
el
:
 
'#app'
,

    
data
:
 
{

      
message
:
 
'سلام به Vue.js!'

    
}

  
});

<
/script>

```

#### 4. Ember.js
چارچوبی که تمرکز آن بر قابلیت‌های سطح بالا و ابزارهای پیشرفته برای ساخت برنامه‌های قدرتمند است.

#### 5. Meteor
یک چارچوب کامل برای ساخت سریع برنامه‌های وب و موبایل با جاوااسکریپت.

### مقایسه MVC و MVVM
بسیاری از چارچوب‌ها از الگوهای معماری مانند MVC یا MVVM پیروی می‌کنند:
- MVC (Model-View-Controller): برنامه را به سه بخش تقسیم می‌کند: مدل (مدیریت داده)، ویو (نمایش داده)، و کنترلر (کنترل جریان).
- MVVM (Model-View-ViewModel): شباهت زیادی به MVC دارد، اما به جای کنترلر، از ویومدل برای اتصال داده‌ها و ویو استفاده می‌شود.

### جمع‌بندی
چارچوب‌های جاوااسکریپت ابزارهایی قدرتمند برای ساده‌سازی و سازمان‌دهی کد در پروژه‌های بزرگ هستند. انتخاب چارچوب مناسب به نیازهای پروژه شما بستگی دارد. اگر پروژه شما کوچک است، ممکن است چارچوب‌های سبک‌تری مانند Vue.js مناسب‌تر باشند، اما برای پروژه‌های بزرگ، Angular یا React انتخاب خوبی هستند.